# 綜合運動會
綜合性運動會是一項由眾多體育項目和持續多天舉行的運動會，賽事的參與者多以國家為單位，而世界上首個的綜合性運動會為現代奧運會。自奧林匹克運動會後，不少地區性的綜合運動會紛紛出現，並有共同的特徵：運動會分為多天在同一城市舉行、由多個個人或團體項目組成、國家派出代表隊參與賽事。
隨此以外，綜合性運動會的特徵還包括頒發獎牌於前三名的運動員或隊伍，及每四年一度舉行。

## 奧運會
奧林匹克運動會是世界上第一個的綜合運動會，它是由法國人皮埃尔·德·顾拜旦於1892年提出創立。最終，在1896年4月6日至4月15日，希臘舉行了第一屆的現代奧運，當時的賽事只有14個國家及241位運動員參與9個項目，並只容許男性參加。時至2010年，奧運會分為夏季奧運和冬季奧運，且成為了全球最盛大的運動會，以2008年北京奧運為例，當屆賽事共吸引了204個國家或地區、11028位運動員參與28個比賽項目，是歷史上最大規模的綜合性運動會。

## 其他運動會的出現
隨著奧運會的成功，大型的運動會亦日漸形成。在20世紀初，北歐運動會是繼奧林匹克運動會後的另一個綜合性運動會，與奧運會不同的是，這運動會舉行的是如速度滑冰和越野滑雪等冬季項目。直至1926年最後一屆的北歐運動會，該賽事共舉行過10屆，其後被冬季奧運所取代。1924年，法國的霞慕尼主辦第一屆的冬季奧運，共有9個國家參與此賽事。
同一時期，不同性質的運動會亦紛紛出現，如在1922年，意大利就主辦大學生奧林匹克運動會，是為現時世界大學生運動會的前身。在美洲方面，世界上首個地區性的運動會—中美洲及加勒比海運動會於1926年在墨西哥城舉辦；亞洲方面，中華民國、日本和菲律賓創立了遠東運動會，賽事共舉行過11屆。

## 性質
基於奧運會的成功，至20世紀中期，大量的體育組織創立了不同形式的綜合性運動會：
- 地區性：如亞洲運動會、泛美運動會
- 政治性：如斯巴达克运动会、新興力量運動會
- 歷史性質：如英聯邦運動會、法語系運動會
- 種族性質：如泛阿美尼亞運動會、馬加比厄運動會
- 宗教性質：如伊斯蘭團結運動會
- 職業性質：如世界軍人運動會、世界大學生運動會、世界警察與消防員運動會
- 身體狀況：如帕運會、特殊奧運會、聽障奧林匹克運動會
- 年齡：如世界先進運動會、長者奧運會、青年奧林匹克運動會
- 性取向：如同志運動會、世界同志運動會

## 綜合性運動會列表

### 世界性
非奧林匹克運動會
- 世界運動會：首屆的賽事在1981年舉行，比賽項目均為非奧運項目，例如空手道、划艇球等。
- 世界智力運動會：新興的運動會，項目全都為智力運動，如西洋棋、中國象棋和橋牌，首屆賽事在2008年10月於北京舉行。
- 同志運動會：起源于1982年，对所有愿意参与的人开放，不管他们的性倾向如何。
- 世界同志運動會：起源於2006年，這運動會並不設資格賽，并对所有愿意参与的人开放，不管他们的性倾向如何[3]。

職業性質
- 世界大學生運動會：開設於全球大學生參與的運動會，首屆的賽事在1932年進行，至今共進行過25屆。
- 世界軍人運動會：只容許軍人參與的運動會，起源於1995年，項目多與軍事有關，如射擊、降落傘等，目前共有100個國家參與過此運動會。
- 世界警察消防運動會：始於1985年，開放於警察和消防員的運動會，賽事設16個項目。

組織和語言
- 英聯邦運動會：由英聯邦的五十多個成員參與，每四年一度舉行。
- 法語系運動會：1989年成立，成員國都以法語為官方語言。有別於一般的運動會，法語系運動會除設體育項目外，如唱歌、油畫等都是比賽項目之一。
- 葡語系運動會：起源於2006年，首屆賽事的東道主是澳門，使用葡萄牙語的國家或地區可以參與此賽事。
- 伊斯蘭女子運動會：始於1993年，只許阿拉伯世界的女子運動會參加。

政治與歷史性質
- 玻利瓦爾運動會：為紀念革命家西蒙·玻利瓦尔而舉行的運動會，參賽國家只有6個，委內瑞拉是這運動會長期以來的大贏家。
- 歐洲小國運動會：由8個歐洲小國，如安道爾、列支敦士登等所組成， 運動會通常在一星期內完成。
- 島國運動會：給予島國參與的運動會，起源於1985年。
- 斯巴達克德運動會：由蘇聯創立，一個只開放蘇聯各國運動員參加的運動會。
- 新興力量運動會：一個由印尼建立、為對付國際奧委會的運動會，不過僅舉辦過一次。
- 中俄冬季青少年運動會：為促進中俄雙方體育交流，首屆運動會在2016年舉辦

種族
- 泛阿拉伯運動會：1958年成立的綜合運動會，由阿拉伯各國參與。直至1985年，該運動會才開放於女性。
- 馬加比厄運動會：開放於猶太人參加的運動會，始創於1932年。

### 地區性
- 全非運動會：由非洲56國參與的運動會，1965年成立。
- 泛美運動會：源於1951年，美洲各國均可參與。
- 歐洲運動會：創立於2012年，首屆賽事會於2015年在阿塞拜疆首都巴庫舉行。
- 中美洲及加勒比海運動會：1926年出現，是世界上最早的地區性綜合運動會。
- 南美運動會：1978年舉行第一屆的賽事，主辦國為玻利維亞。目前舉行過的9屆賽事，阿根廷都是贏得最多獎牌的國家。
- 亞洲運動會：前身為遠東運動會，現時已舉行過18屆賽事及40多個比賽項目。
- 東亞運動會：由東亞8個國家及地區參與，當中一屆曾邀請澳洲參與。
- 西亞運動會：開放於西亞15個成員國，伊朗是現時成績最傑出的國家。
- 中亞運動會：為中亞各國而設的綜合運動會，只有5個參與國家。
- 南亞運動會：由8個南亞國家組成，最近一屆賽事於2019年順利完成。
- 歐洲青少年奧林匹克運動會：為年青歐洲運動員而設的運動會，賽事分為夏季和冬季項目舉行。
- 地中海運動會：由包括法國、意大利、埃及等地中海國家參與的運動會，參與國家均來自南歐和北非。
- 加勒比海運動會：本於2009年首辦的綜合運動會，由於豬流感當時流行於墨西哥的關係，首屆賽事順延至2011年舉行。
- 東南亞運動會：由東南亞國家組成的東南亞運動會聯盟管理, 每兩年一屆，2013年由緬甸的內比都舉辦，2015年由新加坡舉辦，而2017年則是在馬來西亞首都吉隆坡舉辦。
- 欧洲同志运动会（英语：EuroGames）：由欧洲同性恋体育联合会在同志运动会和世界同志运动会举行年份之外年份举办。

## 身心障礙（殘障）運動會
世界上首項的身心障礙運動會是在1924年巴黎舉行的聽障奧林匹克運動會。二十年後，世界輪椅運動會在英國舉行，是第一個輪椅運動會。1960年，帕運會首度舉行，是為身心障礙人士而設的奧運會。1968年，特殊奧運會創立，開放於智力障礙人士。

## 資料來源
1. ↑  NOC entry forms received 的存檔，存档日期2008-08-08.
2. ↑  History of CACSO 的存檔，存档日期2009-07-25.
3. ↑  . outgames.org.   [2016-07-04]. （原始内容存档于2016-07-02） （英语）.